# Liste des vicaires apostoliques d'Isiolo
Liste des vicaires apostoliques d'Isiolo
(Apostolicus Vicariatus Isiolansus)
Le vicariat apostolique d'Isiolo est créé le 15 décembre 1995, par détachement de l'évêché de Meru au Kenya.

## Sont vicaires apostoliques
- 15 décembre 1995-† 14 juillet 2005 : Luigi Locati
- depuis le 25 janvier 2006 : Anthony Ireri Mukobo

## Sources
- L'ANNUAIRE PONTIFICAL, sur le site http://www.catholic-hierarchy.org, à la page